# اروین پیچوویاک
اروین پیچوویاک (انگلیسی: Erwin Piechowiak; ۱۵ نوامبر ۱۹۳۶ – ۳۱ مارس ۲۰۲۱) بازیکن فوتبال اهل آلمان بود.
از باشگاه‌هایی که در آن بازی کرده‌است می‌توان به باشگاه فوتبال هامبورگ اشاره کرد.